# یلنا بوندارنکو (سیاستمدار روسی)
یلنا ونیامینونا بوندارنکو (زاده ۱۰ ژوئن ۱۹۶۸) یک سیاستمدار روسی در حزب روسیه واحد است. او نماینده گئورگیفسک در دومای دولتی می باشد.  
یلنا به علت پشتیبانی عمومی از جنگ روسیه بر علیه اوکراین، توسط اتحادیه اروپا، بریتانیا، ایالات متحده، کانادا، سوئیس، استرالیا، ژاپن،اوکراین و نیوزلند تحریم گردید.

## اوایل زندگی و تحصیلات
یلنا ونیامینونا بوندارنکو در تاریخ ۱۰ ژوئن ۱۹۶۸ در اسلتلوگراد و در ناحیه پتروفسکی، قلمرو استاوروپل متولد شد. بعدها او در دانشگاه ایالتی استاوروپل فارغ التحصیل می شود و بعد از آن در همان دانشگاه به تدریس در رشته تاریخ و مطالعات اجتماعی می پردازد. یلنا از سال های ۲۰۰۰ تا ۲۰۰۷ به فعالیت در زمینه اجتماعی می پردازدو بعد از آن ریاست سازمان های عمومی غیرانتفاعی را به عهده می گیرد.
یلنا در سال ۲۰۰۰ ، مدیر بنیاد عمومی خیریه دیمیتری کوزمین بود و این بنیاد از طرف شهردار پیشین استاوروپل، دیمیتری کوزمین، که در سال ۲۰۰۷ متهم در پرونده های جنایی به اتهام سوء استفاده از سمتش و فرار مالیاتی، اخفا می گردد، پایه گذاری شد.او در تاریخ ۱ مارس ۲۰۰۷ ، در یک حوزه انتخابیه از روسیه عادلانه و با شعار: روسیه عادل ، سرزمین مادری ، بازنشستگان و زندگی در یک حوزه انتخابیه به مجلس دومای ایالتی ناحیه استاوروپل جلسه چهارم منصوب می شود. بعدها او مسئولیت کمیته ارتباطات جمعی، فناوری اطلاعات و ارتباطات را به عهده می گیرد، یلنا پیش از این عضو کمیته سیاست اجتماعی و همچنین عضوی از حزب روسیه با شعار عدالت بود.بعدها یلنا در سال ۲۰۰۹ با درجه ممتاز از آکادمی مدیریت دولتی روسیه،  با مدیریت رئیس جمهور فدراسیون روسیه در رشته روابط عمومی فارغ التحصیل می شود.
یلنا در تاریخ ۴ دسامبر ۲۰۱۱، مجدداً به عنوان دومای ناحیه استاوروپل در مجلس پنجم در حوزه انتخابیه شماره ۱ الکساندروفسکی منصوب گردید. بعد از آن برای حزب روسیه واحد نامزد می شود. و بعدها به فراکسیون همان حزب می پیوندد و بعد از آن او مسئول کمیته فرهنگ، سیاست جوانان، فرهنگ بدنی و رسانه ها را بر عهده می گیرد. یلنا در سال ۲۰۱۲ در دانشگاه ایالتی استاوروپل از پایان نامه خود در خصوص "تجلی تصویر ناحیه از طرف رسانه ها" کاندیدای علوم جامعه شناسی پشتیبانی می کند.
بعدها او در سال ۲۰۱۳، به عنوان مسئول شورای المپیک ناحیه استاوروپل منصوب می گردد. و بعد از آن عضو شورای تخصصی سیاست های اقتصادی و دادو ستد بین روسیه، اورآس سی و نهاد تجارت جهانی در خصوص مجتمع های کشاورزی و صنعتی زیر نظر انجمن دومای دولتی در سیاست اقتصادی، توسعه نوآورانه و کارآفرینی و همچنین شورای جوانان می شود.یلنا بعدها عضو انجمن سازماندهی کمیته جوانان قفقاز شمالی با نام "مشوک"، سازمان عمومی "شورای منطقه ای بانوان استاوروپل" و شورای هماهنگی جهت توسعه مشاغل کوچک و متوسط در قلمرو استاوروپل می شود.
بعدها در ژوئیه ۲۰۱۶، مطبوعات در خصوص قتل همسرش سرگئی بوندارنکو، که به عنوان معاون اف سی بی ناحیه استاوروپل مشغول فعالیت بوده، اعلامیه ای منتشر نمودند.
بعدها یلنا در سال ۲۰۱۶، براساس نتایج رای گیری نخستین روسیه واحد، در حوزه انتخابیه شماره ۶۸ جورجیوسکی جایگاه نخست را با کسب ٪۷۷.۲۲ بدست می آورد، بعد از آن او در فرایند رای گیری مقدماتی در حوزه انتخابیه واحد، با داشتن ٪۱۹.۷۷ آرا به جایگاه ششم دست پیدا می کند.
بعدها او در تاریخ ۱۸ سپتامبر ۲۰۱۶، به عنوان عضو دومای ایالتی مجلس هفتم، عضو کمیته فرهنگ منصوب می شود.
بعدها یلنا از سال ۲۰۱۶ تا ۲۰۱۹، در طول دوره خود به عنوان معاون دومای ایالتی در جلسه هفتم، ۴۶ طرح قانونی و اصلاحیه برای پیش نویس قوانین فدرال را تدوین می کند.

## تحریم‌ها
یلنا در تاریخ ۲۳ فوریه ۲۰۲۲ به علت اقدامات و سیاست‌هایی که تمامیت ارضی، حاکمیت و استقلال اوکراین را تضعیف می نماید و تضارب اوکراین را بیشتر می‌کند، در لیست تحریم‌های کشورهای اتحادیه اروپا واقع می شود..
بعدها او در تاریخ ۲۴ فوریه ۲۰۲۲ به علت رای به رسمیت شناختن استقلال به اصطلاح جمهوری‌های دونتسک و لوهانسک در لیست تحریم‌های کانادا از دستیاران نزدیک نظام واقع شد..
در تاریخ ۲۴ مه ۲۰۲۲، در مقابل پس‌زمینه تهاجم روسیه به اوکراین، یلنا در لیست تحریم‌های ایالات متحده به علت همدستی در جنگ پوتین و پشتیبانی از تلاش‌های کرملین برای تهاجم به اوکراین قرار گرفت. بعدها وزارت امور خارجه ایالات متحده گزارش داد که نمایندگان دومای امور خارجه از اختیارات خود برای آزار و اذیت مخالفان و مخالفان سیاسی، نقض آزادی اطلاعات، محدود کردن حقوق بشر و آزادی های اساسی شهروندان روسیه استفاده می کنند.